# An-Najaf
An-Najaf is een gouvernement (provincie) in Irak.
An-Najaf telt 775.042 inwoners op een oppervlakte van 28.824 km².